# Banknoty Narodowego Banku Polskiego (1990)
Banknoty Narodowego Banku Polskiego (1990) – seria nieobiegowych banknotów z umieszczoną datą emisji 1 marca 1990 r., opracowana i wydrukowana dla Narodowego Banku Polskiego w celu przeprowadzenia planowanej na 1992 r. denominacji złotego.
Załamanie gospodarcze końcowego okresu PRL, zmiany ustrojowe oraz trudności z transformacją spowodowały narastająca inflację. Na początku lat 90. XX w. w obiegu znalazła się rekordowa liczba nominałów (16). Podjęto decyzję o przeprowadzeniu denominacji złotego, którą początkowo planowano na 1992 r. W niemieckiej firmie Giesecke & Devrient GmbH z Monachium zlecono druk 9 nominałów banknotów, od 1 złotego do 500 złotych, wg projektów Waldemara Andrzejewskiego. Na papierach tych została umieszczona data emisji: 1 marca 1990 r. Po wykonaniu zamówienia całość przewieziono do Polski.
Banknoty nie weszły jednak nigdy do obiegu z kilku powodów:
- nieustabilizowanej sytuacji gospodarczej i niewygaszonej inflacji (zasadniczy),
- niedostatecznego zabezpieczenia przed sfałszowaniem,
- błędów, np. nie oznaczono państwa polskiego – brak było napisu: „Rzeczpospolita Polska”, a widniejące godło nie odpowiadało ustalonemu w ustawie zasadniczej wzorowi.

Wszystkie nominały miały te same wymiary. Jako wzór znaku wodnego posłużył wizerunek orła piastowskiego. Na wszystkich umieszczono tę samą klauzulę prawną:

Banknoty emitowane przez Narodowy Bank Polski są prawnym środkiem płatniczym w Polsce.

Na części banknotów na awersie i rewersie naddrukowano w okresie późniejszym poziomy napis: „NIEOBIEGOWY”. Rozprowadzono je następnie w zestawach na rynku kolekcjonerskim.
Na początku XXI w. spotykane są wszystkie nominały bez jakichkolwiek naddruków, np. nienaddrukowany banknot 1-złotowy znany jest z kolekcji Działu Numizmatyki Muzeum Okręgowego im. Leona Wyczółkowskiego w Bydgoszczy.

## Banknoty emisji 1 marca 1990
| Nominał     | Awers | Rewers |
| ----------- | ----- | ------ |
| 1 złoty     | awers | rewers |
| 2 złote     | awers | rewers |
| 5 złotych   | awers | rewers |
| 10 złotych  | awers | rewers |
| 20 złotych  | awers | rewers |
| 50 złotych  | awers | rewers |
| 100 złotych | awers | rewers |
| 200 złotych | awers | rewers |
| 500 złotych | awers | rewers |